# Polonium
Polonium ist ein radioaktives chemisches Element mit dem Elementsymbol Po und der Ordnungszahl 84. Im Periodensystem steht es in der 6. Hauptgruppe, bzw. der 16. IUPAC-Gruppe, wird also den Chalkogenen zugeordnet. Das häufigste in der Natur vorkommende Isotop Po-210 findet sich als vorletztes Glied der Zerfallsreihe von Uran-238 in uranhaltigen Mineralien, inzwischen wird jedoch Polonium für technische oder wissenschaftliche Anwendungen hauptsächlich durch Einwirkung von Neutronenstrahlung auf Bismut-209 erzeugt, da die Extraktion aus natürlichen Materialien zu aufwendig ist. Polonium gilt allgemein als „hochgiftig“, da bereits eine Dosis von einem Mikrogramm tödlich sein kann. Es ist bekannt als Einsatzmittel bei der Ermordung von Alexander Litwinenko.

## Geschichte
Die Existenz eines sehr stark strahlenden Elements in Uran-haltiger Pechblende wurde erstmals 1898 vom Ehepaar Pierre und Marie Curie postuliert. Zu Ehren von Marie Curies Heimat Polen nannten sie es Polonium (vom lateinischen Wort „Polonia“). Eine Isolierung gelang ihnen nicht, sondern erst 1902 dem Chemiker Willy Marckwald, der dieses Element als Radiotellur charakterisierte. Für die Entdeckung und Beschreibung von Polonium (zusammen mit Radium) erhielt Marie Curie 1911 den Nobelpreis für Chemie. Die Entdeckung von Radium – und später Polonium – war möglich, da den Curies auffiel, dass Uranerze stärker radioaktiv waren als reine Uransalze, welche damals bereits für Experimente verfügbar waren. Die Curies nahmen – richtigerweise – an, dass Uranerze neben Uran weitere radioaktive Spurenelemente enthalten, welche in gereinigten Uransalzen (beinahe) abwesend sind. Da Radium eine bedeutend längere Halbwertszeit als Polonium hat, und die chemische Extraktion aufgrund der Unlösbarkeit von Radiumsulfat aus dem löslichen Uran(IV)-sulfat im Bereich der Möglichkeiten damaliger extraktiver Chemie lag, konnte Radium tatsächlich in nennenswerten Mengen extrahiert werden. In Uranerz liegt pro Tonne Uran etwa 300 Milligramm Radium vor. Eine kleine, aber dennoch stofflich nachweisbare und extrahierbare Konzentration Polonium hingegen, welches sich zu Radium im Masseverhältnis von etwa 230 ppm befindet und chemisch dem Blei stark ähnelt, war mit damaligen Mitteln nur aufgrund seiner Radioaktivität nachweisbar. Daher war die Existenz von Polonium bis zur Entdeckung der Kernspaltung und praktikablen großtechnischen Möglichkeiten der Transmutation mittels Neutronenbestrahlung eher von theoretischem Interesse, um die „Lücken“ im Periodensystem der Elemente zu füllen. Die Extraktion von Polonium aus natürlichen Materialien erfolgte nie über den Labormaßstab hinaus und heute wird allfällig benötigtes Polonium in entsprechenden Forschungsreaktoren gezielt hergestellt.

## Gewinnung und Herstellung
Poloniumisotope sind Zwischenprodukte der Thorium-Reihe und der Uran-Radium-Reihe, wobei letztere das häufigste Isotop 210Po produziert. Polonium kann daher bei der Aufarbeitung von Pechblende gewonnen werden (1000 Tonnen Uranpechblende enthalten etwa 0,03 Gramm Polonium). Dabei reichert es sich zusammen mit Bismut an. Von diesem Element kann man es anschließend mittels fraktionierter Fällung der Sulfide trennen, da Poloniumsulfid schwerer löslich ist als Bismutsulfid.
Heutzutage erfolgt die Herstellung von Polonium jedoch im Kernreaktor durch Neutronenbeschuss von Bismut:
{\displaystyle \mathrm {{}^{209}Bi+n\rightarrow {}^{210}Bi\rightarrow {}^{210}Po+\beta ^{-}} }
Die Halbwertszeit t½ für den Betazerfall von 210Bi liegt bei 5,01 Tagen. Durch Destillation werden die beiden Elemente anschließend getrennt (Siedepunkt von Polonium: 962 °C; Siedepunkt von Bismut: 1564 °C). Eine andere Methode ist die Extraktion mit Hydroxidschmelzen bei Temperaturen um 400 °C. Die Weltjahresproduktion beträgt ca. 100 g.

## Eigenschaften
Polonium ist ein silberweiß glänzendes Metall. Als einziges Metall weist die α-Modifikation eine kubisch-primitive Kristallstruktur auf. Dabei sind nur die Ecken eines Würfels mit Polonium-Atomen besetzt. Diese Kristallstruktur findet man sonst nur noch bei den Hochdruckmodifikationen von Phosphor und Antimon.
Die chemischen Eigenschaften sind vergleichbar mit denen seines linken Perioden-Nachbarn Bismut. Es ist metallisch leitend und steht mit seiner Redox-Edelheit zwischen Rhodium und Silber.
Polonium löst sich in Säuren wie Salzsäure, Schwefelsäure und Salpetersäure unter Bildung des rosaroten Po2+-Ions. Po2+-Ionen in wässrigen Lösungen werden langsam zu gelben Po4+-Ionen oxidiert, da durch die Alphastrahlung des Poloniums im Wasser oxidierende Verbindungen gebildet werden.

## Isotope
Bekannt sind von den Polonium-Isotopen, die alle radioaktiv sind, die Isotope 190Po bis 218Po. Die Halbwertszeiten sind recht unterschiedlich und reichen von etwa 3·10−7 Sekunden für 212Po bis zu 103 Jahren für das künstlich hergestellte 209Po. Trotz der längeren Halbwertszeit von Polonium-209 ist es seltener als Polonium-210, da es nicht Bestandteil einer Zerfallsreihe ist, da der beta-stabile Isobar mit Massezahl 209 Bismut ist. Auch die künstlichen Routen zur Erzeugung von Polonium in Kernreaktoren erzeugen zumeist Polonium-210, da dieses relativ einfach durch Neutroneneinfang in Bismut-209 darstellbar ist und die leichteren Isotope bedeutend schwieriger zu erzeugen sind.
Das häufigste, natürlich vorkommende Isotop 210Po hat eine Halbwertszeit von 138 Tagen und zerfällt unter Aussendung von Alphastrahlung in das Blei-Isotop 206Pb. Wegen dieser geringen Halbwertszeit erfolgt die Gewinnung des industriell genutzten 210Po überwiegend künstlich in Kernreaktoren. Das für schnelle Kernreaktoren vorgeschlagene Kühlmittel Blei-Bismut, ein Eutektikum mit niedrigem Schmelz- und hohem Siedepunkt, erzeugt, wenn es Neutronenstrahlung, ausgesetzt ist, unweigerlich Polonium-210. Dies wird wahlweise als Nachteil oder als mögliches gewinnbringendes Koppelprodukt angesehen. Sollten mit Blei-Bismut gekühlte Kernkraftwerke in größerem Umfang zum Einsatz kommen, gäbe es mit an Sicherheit grenzender Wahrscheinlichkeit ein Angebot an Polonium-210, welches die derzeitige Nachfrage um Größenordnungen überschreitet. Eine Abtrennung ist – wie oben skizziert – durch Destillation möglich (mit 1740 °C ist der Siedepunkt des Bleis sogar noch oberhalb jenes von Bismut).

## Radiotoxikologische Bedeutung
Die größte Gefährdung stellt Polonium als Zerfallsprodukt des radioaktiven Edelgases Radon dar. Radon in der Atemluft erhöht das Risiko, an Lungenkrebs zu erkranken. Die eigentliche Ursache ist nicht Radon, sondern die Inhalation der kurzlebigen Radonzerfallsprodukte, die sich im Gegensatz zum gasförmigen Radon im Atemtrakt anreichern. Die unter den Zerfallsprodukten befindlichen Poloniumisotope 210Po, 212Po, 214Po, 216Po und 218Po haben die größte radiologische Wirkung, weil sie Alphateilchen aussenden.
Während Alphastrahlung etwa bei äußerer Einwirkung bereits von der obersten Hautschicht aus abgestorbenen Zellen abgeschirmt wird, wirkt sie auf den Menschen stark schädigend, wenn Alpha-Strahler in den Körper gelangen. Über den Blutstrom verteilt sich das Polonium im Körpergewebe. Die zerstörerische Wirkung macht sich bei hohen Akutdosen (500 mSv und mehr) als Strahlenkrankheit zunächst an Zellen bemerkbar, die sich häufig teilen (z. B. Darmepithelien, Knochenmark). Zu den typischen Symptomen gehören neben Haarausfall und allgemeiner Schwäche auch Diarrhö, Anämie sowie Blutungen aus Nase, Mund, Zahnfleisch und Rektum.
Polonium wird vom menschlichen Körper mit einer biologischen Halbwertszeit von ca. 50 Tagen ausgeschieden. Reste und Zerfallsprodukte finden sich größtenteils im Kot sowie zu rund 10 % im Urin. Darüber hinaus sind Inkorporationen von außen nur schwer zu entdecken und eine Diagnose schwierig, da kaum Gammastrahlung emittiert wird. Bei einer Obduktion ist Polonium nur so lange detektierbar, wie nennenswerte Mengen im Körper vorhanden sind. Da nach 10 Halbwertszeiten (bei Polonium-210 also etwas weniger als vier Jahre) nur noch 1/210=1/1024 des Ausgangswertes vorhanden ist, lässt sich ein erst Jahre nach dem Tod aufkommender Verdacht einer Polonium-Vergiftung nicht mehr erhärten oder widerlegen. Da die LD50 sehr gering ist, kann aus dem Blei-Isotopen-Verhältnis nicht sicher auf 210Po-Exposition geschlossen werden. Die LD50 wird auf 50 Nanogramm geschätzt. Im Falle Litwinenko (siehe unten) geht man von 10 Mikrogramm (also dem 200-fachen) aus. Je nach örtlicher Exposition und Lebenswandel enthält ein gesunder erwachsener menschlicher Körper im Bereich von hunderten Milligramm Blei.
Einer speziellen Polonium-Exposition sind Raucher ausgesetzt. Als mögliche Quellen kommen sowohl die im Tabakanbau eingesetzten Phosphatdüngemittel als auch eine Adsorption atmosphärischer Einträge durch die Tabakpflanzen in Frage. Die Anteile der Teer-Kanzerogene und der radioaktiven Exposition am Prozess der Krebsentstehung werden kontrovers diskutiert. Schätzungen gehen davon aus, dass bei Rauchern 9 bis 14 % der Bronchialkarzinome durch über Tabakrauch aufgenommene Radioaktivität verursacht werden.

## Verwendung
In manchen industriellen Ionisatoren wird 210Po eingesetzt, z. B. in Anlagen, in denen Papier, Textil oder synthetische Materialien gerollt werden, oder wenn optische Linsen von statischen Aufladungen befreit werden sollen.
Die Zündstifte von Firestone-Zündkerzen enthielten um 1940 in den USA das radioaktive Schwermetall. Es sollte die Luft ionisieren und damit die Dauer des Zündfunkens verlängern.
210Po entwickelt 140 Watt Wärme pro Gramm, daher wurde es in kurzlebigen Radionuklidbatterien, etwa für die sowjetischen Mondfahrzeuge Lunochod 1 und Lunochod 2 eingesetzt. Die Wärmeleistung genügt, um einen Poloniumkörper zum Schmelzen zu bringen. Heute kommen im Allgemeinen nur noch langlebigere Isotope anderer Elemente zum Einsatz. Gängigstes Element zur Verwendung in Radionuklidbatterien ist heute Plutonium-238 mit einer Halbwertszeit über 80 Jahren. Gerade für Raumsonden, welche ins äußere Sonnensystem unterwegs sind, ist diese Langlebigkeit essentiell um entsprechende Flugzeiten zu überdauern.
Der Alpha-Strahler Polonium wird in Verbindung mit Beryllium in transportablen Neutronenquellen benutzt. Dabei wird folgende Kernreaktion zur Erzeugung freier Neutronen genutzt:
{\displaystyle \mathrm {{}_{4}^{9}Be+{}_{2}^{4}\alpha \to {}_{\ 6}^{12}C+{}_{0}^{1}n} }
Auch in Kernwaffen diente Polonium als Neutronenquelle. So wurden zum Beispiel in den amerikanischen Atombomben Little Boy und Fat Man, die auf Hiroshima und Nagasaki abgeworfen wurden, Initiatoren aus Polonium und Beryllium zum Start der Kettenreaktion verwendet.

## Polonium als Gift
Wie bei allen Alphastrahlern hinreichender Aktivität ist die allfällige chemische Giftigkeit für die Giftwirkung nicht relevant. Da jedoch bereits die äußere Epidermis in der Lage ist, Alphateilchen abzufangen, ist die Radiotoxizität erst bei Inkorporation (Essen, Trinken, Einatmen, o. ä.) relevant. Aufgrund der geringen Gammastrahlung, welche beim Zerfall von 210Po entsteht, ist ein Nachweis in vivo schwierig, was Poloniumvergiftungen schwer nachweisbar macht. Auch postmortem ist aufgrund der geringen Halbwertszeit der Nachweis nur für einen begrenzten Zeitraum möglich. Da Polonium jedoch (siehe oben) heutzutage fast ausschließlich in entsprechend gesicherten kerntechnischen Anlagen erzeugt und verarbeitet wird, ist der Nachweis von Polonium ein starker Hinweis auf einen entsprechend „ausgestatteten“ Täter oder Auftraggeber.

### Alexander Litwinenko
2006 starb der zum britischen Geheimdienst MI6 übergelaufene, ehemalige Agent des Inlandsgeheimdienstes der Russischen Föderation FSB und spätere Putin-Kritiker Alexander Litwinenko an den Folgen einer durch 210Po verursachten Strahlenkrankheit. Das Polonium war ihm vermutlich über kontaminierten Tee verabreicht worden.

### Jassir Arafat
Ab Juli 2012 wurden mehrere Studien veröffentlicht, die sich mit einer möglichen Vergiftung des 2004 verstorbenen Palästinenser-Präsidenten Jassir Arafat mit 210Po befassten. Da seit der etwaigen Vergiftung etliche Halbwertszeiten vergingen, gestaltete sich ein Nachweis im Leichnam schwer. 
Eine Untersuchung von Radiophysikern der Universität Lausanne im November 2013 bekräftigte jedoch die These der Polonium-Vergiftung.

## Verbindungen
Aufgrund der hohen Radioaktivität des am leichtesten verfügbaren Isotops 210Po behindern Hitzeentwicklung und Radiolyse die Analyse des chemischen Verhaltens. Da nur geringe Mengen verfügbar sind, finden darüber hinaus nur wenige Studien im Gebiet der Poloniumchemie statt.

### Polonide
Die Polonide sind salzartige Verbindungen, in welchen das Polonid-Anion Po2− vorliegt und gelten als die stabilsten Verbindungen des Poloniums. Bekannte Polonide sind Natriumpolonid, Magnesiumpolonid und Bleipolonid.

### Sauerstoffverbindungen
Polonium(IV)-oxid (PoO2)x ist wie das Oxid des Gruppennachbarn Tellur (Tellurdioxid, (TeO2)x) eine ionische Verbindung, die in einer gelben und einer roten Modifikation auftritt. Weiterhin kennt man das schwarze Polonium(II)-oxid (PoO) und Polonium(VI)-oxid (PoO3).

### Sulfide
Schwarzes Poloniummonosulfid (PoS) erhält man durch Fällung von in Säure gelöstem Polonium mit Schwefelwasserstoff.

### Wasserstoffverbindungen
Poloniumwasserstoff (H2Po) ist eine bei Raumtemperatur flüssige Wasserstoff-Verbindung, von der sich zahlreiche Polonide ableiten lassen.

### Halogenide
Poloniumhalogenide kennt man mit den Summenformeln PoX2, PoX4 und PoX6. Zu nennen sind Poloniumdifluorid, Poloniumdichlorid (rubinrot), Poloniumdibromid (purpurbraun) und Poloniumtetrafluorid, hellgelbes Poloniumtetrachlorid, rotes Poloniumtetrabromid sowie das schwarze Poloniumtetraiodid. Die Synthese von Poloniumhexafluorid (PoF6) wurde 1945 versucht, führte aber zu keinen eindeutigen Ergebnissen, der Siedepunkt wurde auf −40 °C geschätzt.